# Cor Petit Jr
Cor Petit Jr (ピッコロ, Pikkoro, Piccolo) és un personatge de ficció creat pel japonès Akira Toriyama per al manga Bola de Drac. És un poderós guerrer namekià, fill i reencarnació d'en Cor Petit, Gran Rei dels Dimonis i part malvada del Déu de la Terra. Apareix per primer cop al capítol 161 "(Son Gokū Katsu!! 孫悟空勝つ!! (literalment Son Goku guanya)), " publicat en manga a Shūkan Shōnen Jump (週刊少年ジャンプ?) el 9 de febrer de 1988, sent un dimoni i el nou màxim rival del protagonista Son Goku. No obstant això, es revela més tard que és un membre d'una espècie extraterrestre humanoide anomenada namekians, que són capaços de crear les Boles de Drac homònimes que atorguen els desigs. Després de perdre davant de Goku, Piccolo decideix unir-se a ell i els seus amics per derrotar amenaces més noves i perilloses, com Vegeta, Frízer, Cèl·lula i el monstre Buu. També entrena el primer fill de Goku Son Gohan en arts marcials, amb els dos formant un vincle fort.

## Creació i desenvolupament
El seu pare, Cor Petit, va ser creat per Toriyama ja que volia tenir un enemic que fos un autèntic "malvat". Abans de la seva creació, gairebé tots els enemics anteriors de la sèrie es consideraven massa agradables. El seu editor, Kazuhiko Torishima, va declarar que va presentar a Toriyama personatges històrics malvats per a la seva inspiració. Cor Petit va ser creat després que li expliqués a l'autor com l'emperador romà Neró gaudia veient la gent patir. Tot i això, el número 2 de la revista Shenlong Times, un fulletó de bonificacions donat a alguns compradors del llibre de guies Daizenshuu 2: Story Guide, diu que el personatge es va modelar a partir del mateix Torishima. Després de crear Cor Petit, Toriyama va assenyalar que era una de les parts més interessants de la sèrie i que es va convertir en un dels seus personatges preferits. Tot i que Toriyama va considerar que la transformació de Cor Petit Jr. de malvat a heroi era un tòpic, se sentia emocionat en dibuixar-lo, destacant que, tot i tenir una cara de por, encara semblava atractiu.
Se suposava inicialment que Cor Petit Jr., com el seu pare, era membre del Clan dels dimonis (魔族 Mazoku), però, més endavant de la sèrie, es coneix que són membres de la raça alienígena anomenada Namekians (ナ メ ッ ク 星 人 Namekku-seijin). Toriyama va afirmar que mai havia pensar en fer de Cor Petit un alienígena fins que es va presentar Déu de la Terra (神, Kami, Déu). Però després va intentar fer-ho coherentment, com al dibuixar l'arquitectura namekiana similar al tron que tenia el primer Cor Petit.